# Fences (filme)
Fences (Brasil:Um Limite entre Nós) é um filme de drama estadunidense de 2016 dirigido por Denzel Washington e escrito por August Wilson, baseado na peça de teatro homónima de 1983. Estrelado por Denzel Washington, Viola Davis, Stephen Henderson, Jovan Adepo, Russell Hornsby, Mykelti Williamson e Saniyya Sidney.
Estreou nos Estados Unidos em 16 de dezembro de 2016 pela Paramount Pictures, estreou em Portugal no dia 9 de fevereiro de 2017 pela NOS Audiovisuais e no Brasil o filme foi lançado no dia 2 de março de 2017 também pela Paramount Pictures.

## Elenco
- Denzel Washington - Troy Maxson
- Viola Davis - Rose Maxson
- Stephen Henderson - Jim Bono
- Jovan Adepo - Cory Maxson
- Russell Hornsby - Lyons Maxson
- Mykelti Williamson - Gabriel Maxson
- Saniyya Sidney - Raynell Maxson

## Recepção

### Crítica
Fences recebeu aclamações positivas dos críticos. No site de revisão agregador Rotten Tomatoes, o filme tem uma classificação de aprovação de 94% com base em 77 resenhas, com uma pontuação média ponderada de 7.9 / 10. O consenso crítico do site diz: "De suas estrelas reunidas da Broadway ao seu roteiro, Fences encontra seu material fonte vencedor do Pulitzer fundamentalmente inalterado - e ainda tão poderoso". Em Metacritic, o filme tem uma pontuação de 78 de 100, com base em 38 críticos, indicando "geralmente opiniões favoráveis".

### Bilheteria
Fences foi lançado em dois teatros em Nova York e Los Angeles, e era esperado arrecadar entre $ 50- $ 75.000 por teatro em seu fim de semana de abertura limitada. Acabou fazendo um total de $ 128.000, bom para uma média por teatro de $ 32.000. Quando o filme for lançado no restante do mercado doméstico no dia de Natal, espera-se que bruto seja de $ 9 milhões em seus dois primeiros dias.

## Prêmios e indicações
| Lista de prêmios e indicações                 | Lista de prêmios e indicações | Lista de prêmios e indicações | Lista de prêmios e indicações | Lista de prêmios e indicações | Lista de prêmios e indicações |
| Premiação                                     | Categoria                     | Indicação                     | Resultado                     | R.                            |                               |
| --------------------------------------------- | ----------------------------- | ----------------------------- | ----------------------------- | ----------------------------- | ----------------------------- |
| Oscar                                         | Melhor Filme                  | Fences                        | Indicado                      |                               |                               |
| Oscar                                         | Melhor Ator                   | Denzel Washington             | Indicado                      |                               |                               |
| Oscar                                         | Melhor Atriz Coadjuvante      | Viola Davis                   | Venceu                        | [ 1 ]                         |                               |
| Oscar                                         | Melhor Roteiro Adaptado       | Fences                        | Indicado                      |                               |                               |
| Globo de Ouro                                 | Melhor ator                   | Denzel Washington             | Indicado                      |                               |                               |
| Globo de Ouro                                 | Melhor atriz coadjuvante      | Viola Davis                   | Venceu                        |                               |                               |
| Critics' Choice Movie Awards                  | Melhor filme                  | Fences                        | Indicado                      | [ 4 ]                         |                               |
| Critics' Choice Movie Awards                  | Melhor diretor                | Denzel Washington             | Indicado                      | [ 4 ]                         |                               |
| Critics' Choice Movie Awards                  | Melhor ator                   | Denzel Washington             | Indicado                      | [ 4 ]                         |                               |
| Critics' Choice Movie Awards                  | Melhor atriz coadjuvante      | Viola Davis                   | Venceu                        | [ 4 ]                         |                               |
| Critics' Choice Movie Awards                  | Melhor elenco                 | Todo o elenco                 | Indicado                      | [ 4 ]                         |                               |
| Critics' Choice Movie Awards                  | Melhor roteiro adaptado       | August Wilson                 | Indicado                      | [ 4 ]                         |                               |
| Satellite Awards                              | Melhor filme                  | Fences                        | Indicado                      | [ 5 ]                         |                               |
| Satellite Awards                              | Melhor diretor                | Denzel Washington             | Indicado                      | [ 5 ]                         |                               |
| Satellite Awards                              | Melhor ator                   | Denzel Washington             | Indicado                      | [ 5 ]                         |                               |
| Satellite Awards                              | Melhor atriz coadjuvante      | Viola Davis                   | Indicado                      | [ 5 ]                         |                               |
| Washington D.C. Area Film Critics Association | Melhor ator                   | Denzel Washington             | Indicado                      | [ 6 ]                         |                               |
| Washington D.C. Area Film Critics Association | Melhor atriz coadjuvante      | Viola Davis                   | Venceu                        | [ 6 ]                         |                               |
| Washington D.C. Area Film Critics Association | Melhor intepretação           | Todo o elenco                 | Indicado                      | [ 6 ]                         |                               |
| Washington D.C. Area Film Critics Association | Melhor roteiro adaptado       | August Wilson                 | Indicado                      | [ 6 ]                         |                               |
| Screen Actors Guild                           | Melhor Ator Principal         | Denzel Washington             | Venceu                        |                               |                               |
| Screen Actors Guild                           | Melhor Atriz Coadjuvante      | Viola Davis                   | Venceu                        |                               |                               |
| Screen Actors Guild                           | Melhor Elenco                 | Fences                        | Indicado                      |                               |                               |